# Shispare
Lo Shispare è una delle montagne più alte del Batura Muztagh, che è la più occidentale delle catene del Karakoram.
Altri nomi della montagna sono Shispare Sar e Shisparé Sar.

## Posizione
Lo Shispare si trova ad est del Batura Sar, che è la regione più elevata del Batura Muztagh. Il fiume Hunza lo circonda il Butura Muztagh a sud-ovest, ovest e a nord-ovest e le torri dello Shispare s'innalzano al di sopra della sponda occidentale del fiume. A sua volta, la valle del fiume Hunza si trova nel distretto di Gilgit nel nord del Pakistan.
Lo Shispare si distingue per la sua enorme prominenza al di sopra della regione circostante. La vicina città di Karimabad, nella valle dell'Hunza, si trova ad un'altezza di 2.060 metri sul livello del mare, lo Shispare, posto a soli 13 km di distanza si trova 5.550 metri più in alto.

## Scalata
Le scalate nel Batura Muztagh iniziarono più tardi rispetto ad altre regioni del Karakorum. Lo Shispare fu il primo grande picco nella gamma di essere scalato con successo, nel 1974, da un team polacco-tedesco sotto la guida di Janusz Kurczab. L'ascesa durò 35 giorni. Durante i preparativi per un secondo gruppo, un membro della spedizione (Heinz Borchers) rimase ucciso da una valanga.
Un tentativo successivo avvenne nel 1989 dai membri del Ryukoku University Alpine Club del Giappone, guidato da Masato Okamoto. Il gruppo rimase sulla montagna per quasi due mesi, ma non fu in grado di raggiungere il vertice, e il punto più alto toccato fu a quota 7.200 metri.